# Liste der Kulturdenkmale in Rot an der Rot

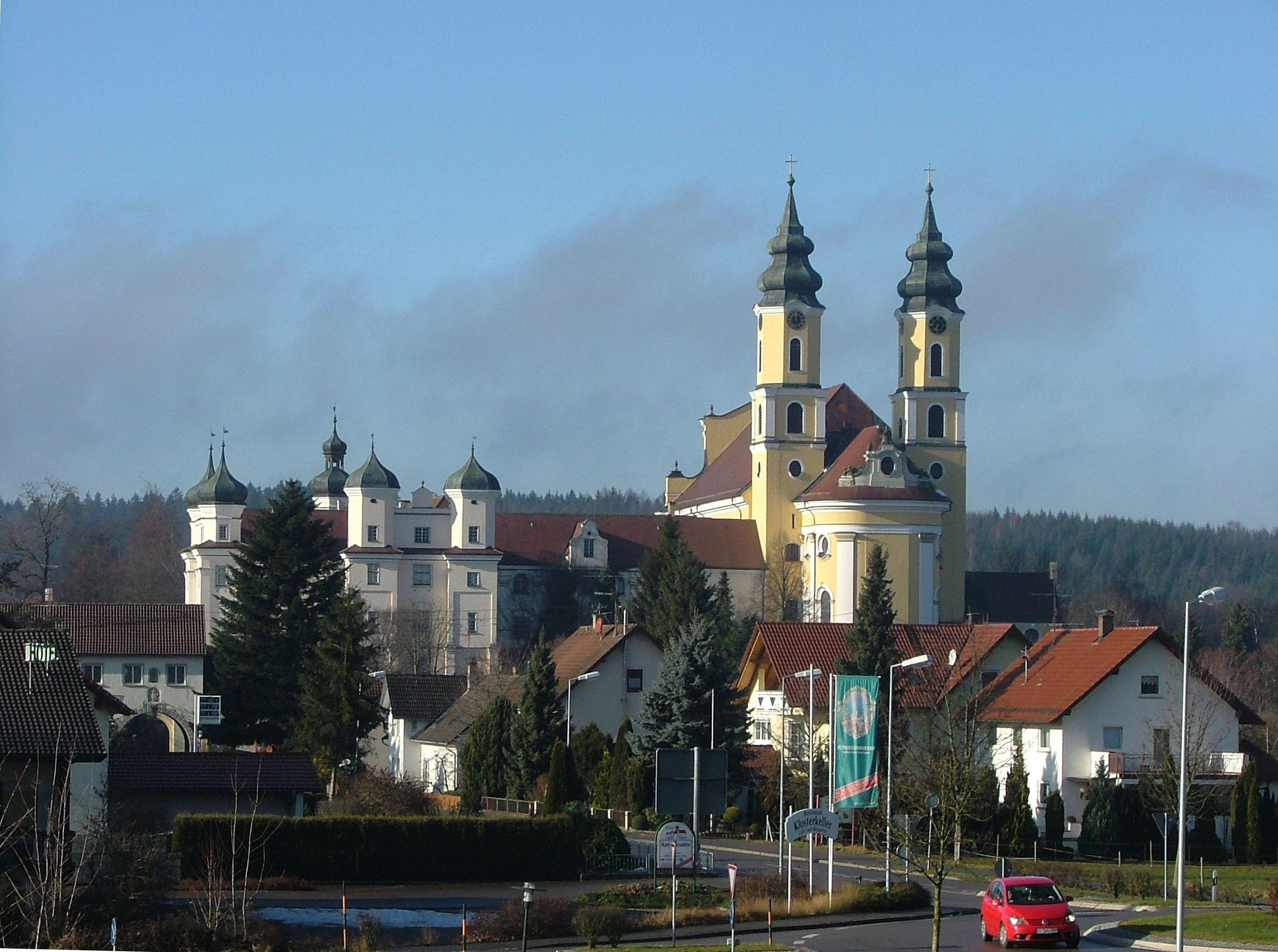

In der Liste der Kulturdenkmale in Rot an der Rot sind alle Bau- und Kunstdenkmale der Gemeinde Rot an der Rot und ihrer Teilorte verzeichnet. Sie leitet sich aus der Liste des Landesdenkmalamtes Baden-Württemberg, dem „Verzeichnis der unbeweglichen Bau- und Kunstdenkmale und der zu prüfenden Objekte“ ab. Diese Liste wurde im Jahre 1978 erstellt. Die Teilliste für den Landkreis Biberach hat den Stand vom 26. Juli 2007 und verzeichnet 34 unbewegliche Bau- und Kunstdenkmäler.

## Allgemein
- Bild: Zeigt ein ausgewähltes Bild aus Commons, „Weitere Bilder“ verweist auf die Bilder im Medienarchiv Wikimedia Commons.
- Bezeichnung: Nennt den Namen, die Bezeichnung oder die Art des Kulturdenkmals.
- Lage: Straßenname und Hausnummer oder Flurstücknummer des Kulturdenkmals, gegebenenfalls auch den Ortsteil. Die Grundsortierung der Liste erfolgt nach dieser Adresse. Der Link (Karte) führt zu verschiedenen Kartendiensten mit der Position des Kulturdenkmals. Fehlt dieser Link, wurden die Koordinaten noch nicht eingetragen. Sind diese bekannt, können sie über ein Tool mit einer Kartenansicht einfach nachgetragen werden. In dieser Kartenansicht sind Kulturdenkmale ohne Koordinaten mit einem roten bzw. orangen Marker dargestellt und können durch Verschieben auf die richtige Position in der Karte mit Koordinaten versehen werden. Kulturdenkmale ohne Bild sind an einem blauen bzw. roten Marker erkennbar.
- Datierung: Baubeginn, Fertigstellung, Datum der Erstnennung oder grobe zeitliche Einordnung entsprechend des Eintrags in der zuständigen Denkmaldatenbank (Landesamt für Denkmalpflege Baden-Württemberg).
- Beschreibung: Kurzcharakteristik des Kulturdenkmals.

## Rot an der Rot
Die Gemeinde Rot an der Rot gehört zur Region Oberschwaben und liegt am gleichnamigen Flüsschen Rot zwischen Ochsenhausen und Memmingen. Zur Gemeinde Rot an der Rot gehören seit der Gemeindereform von 1971 bis 1975 auch die früher selbstständigen Gemeinden Ellwangen, Spindelwag und Haslach.
| Bild           | Bezeichnung                          | Lage                        | Datierung           | Beschreibung                                                                                   | ID |
| -------------- | ------------------------------------ | --------------------------- | ------------------- | ---------------------------------------------------------------------------------------------- | -- |
| Weitere Bilder | Oberes Tor                           | Klosterhof 1                | 1714                | Viereckiger gedrungener Turm mit Satteldach Geschützt nach § 28 DSchG                          |    |
| Weitere Bilder | Klosterkirche St. Verena (und Maria) | Klosterhof 7 (Karte)        | 1783–1786           | nach dem Muster von Obermarchtal erbaut Geschützt nach § 28 DSchG                              |    |
| Weitere Bilder | Abteigebäude                         | Klosterhof 9                | 1682–1702           | Ehemaliges Abteigebäude der Reichsabtei Rot an der Rot Geschützt nach § 28 DSchG               |    |
| Weitere Bilder | Klosterbrunnen                       | Klosterhof 9                | 1716                | Im südlichen Hof Geschützt nach § 28 DSchG                                                     |    |
|                | Klostermühle                         | Klosterhof 11/13            | 18. Jahrhundert     | Geschützt nach § 2 DSchG                                                                       |    |
|                | Forsthaus und Neubau                 | Klosterhof 15               | 18./19. Jahrhundert | Im ummauerten Garten Geschützt nach § 2 DSchG                                                  |    |
|                | Konsulentenhaus                      | Klosterhof 19               | 18. Jahrhundert     | Walmdachhaus Geschützt nach § 28 DSchG                                                         |    |
|                | Postagenturhaus                      | Klosterstraße 5             | 1816                | Geschützt nach § 28 DSchG                                                                      |    |
|                | Gasthaus zum Löwen                   | Klosterstraße 14            | 1730                | Ehemalige Klosterherberge Geschützt nach § 28 DSchG                                            |    |
|                | Ehemaliger Amtsbau                   | Lindenplatz 6               | 1688                | Dreigeschossiger Bau Geschützt nach § 28 DSchG                                                 |    |
|                | Knechtsbau                           | Obere Straße 14–26          |                     | Langgestrecktes Haus im Obergeschoss Fachwerk aus dem 18. Jahrhundert Geschützt nach § 2 DSchG |    |
|                | Ökonomie                             | Tannheimerstr. 16           | 1724–1728           | Viereckige um einen Binnenhof laufende Anlage Geschützt nach § 28 DSchG                        |    |
|                | Unteres Tor                          | Tannheimerstr. 22           | 1715                | Geschützt nach § 28 DSchG                                                                      |    |
|                | Rundturm am Abtsgarten               | Turmstr. 15                 | 18. Jahrhundert     | Achteckiger Turm und Reste der Klostermauer Geschützt nach § 2 DSchG                           |    |
|                | Bückenheilige                        | Am unteren Tor              | 18. Jahrhundert     | Johannes Nepomuk und Jakobus in den Nischen Geschützt nach § 2 DSchG                           |    |
|                | Kreuzigungsgruppe                    | Bei der Pfarrkirche (Karte) | 18. Jahrhundert     | Geschützt nach § 2 DSchG                                                                       |    |
|                | Pfarrhaus                            | Verenastr. 7                | 18. Jahrhundert     | Hufeisenförmige Anlage Geschützt nach § 28 DSchG                                               |    |
|                | Friedhofskirche St. Johann Baptist   | (Karte)                     | 1737–1741           | Friedhofskirche St. Johann Baptist, Saalkirche Geschützt nach § 28 DSchG                       |    |

### Mettenberg
Mettenberg ist ein nördlicher über dem Tal der Rot gelegener Teilort von Rot an der Rot.
| Bild | Bezeichnung | Lage             | Datierung       | Beschreibung                         | ID |
| ---- | ----------- | ---------------- | --------------- | ------------------------------------ | -- |
|      | Kapelle     | Kapellenstraße 8 | 18. Jahrhundert | Rechteckbau Geschützt nach § 2 DSchG |    |

### Zell an der Rot
Zell an der Rot ist ein an der Rot gelegener nördlicher Teilort von Rot an der Rot. Er unterteilt sich in Unterzell und Oberzell.
| Bild | Bezeichnung        | Lage    | Datierung           | Beschreibung                                                               | ID |
| ---- | ------------------ | ------- | ------------------- | -------------------------------------------------------------------------- | -- |
|      | Bauernhaus         | Steig 1 | 17./18. Jahrhundert | Zweigeschossiges Bauernhaus, Obergeschoß Fachwerk Geschützt nach § 2 DSchG |    |
|      | Kapelle St. Odilia | Steig 4 | 19. Jahrhundert     | Kapelle mit abgerundetem Chor und Glockenstuhl Geschützt nach § 28 DSchG   |    |

### Ellwangen
| Bild           | Bezeichnung                       | Lage                        | Datierung       | Beschreibung                                             | ID |
| -------------- | --------------------------------- | --------------------------- | --------------- | -------------------------------------------------------- | -- |
| Weitere Bilder | Pfarrkirche St. Kilian und Ursula | Biberacher Straße 3 (Karte) | 1862            | Von Pfeilsticker 1862–64 erbaut Geschützt nach § 2 DSchG |    |
|                | Pfarrhaus                         | Biberacher Straße 5         | 1731            | Zweigeschossiges Satteldachhaus Geschützt nach § 2 DSchG |    |
|                | Statue des hl. Nepomuk            | Brücke über den Ölbach      | 18. Jahrhundert | Statue des hl. Nepomuk Geschützt nach § 2 DSchG          |    |

### Haslach
Haslach ist ein ungefähr dreieinhalb Kilometer südlich von Rot an der Rot gelegener Teilort und liegt an der Haslach.
| Bild | Bezeichnung                      | Lage                     | Datierung             | Beschreibung                                                                                              | ID |
| ---- | -------------------------------- | ------------------------ | --------------------- | --- | -- |
|      | Mesnerhaus                       | Am Kirchberg 1           | 17./18. Jahrhundert   | Zweigeschossiges Satteldachhaus, Sechseckturm, Fachwerkgiebel aus dem Jahr 1714 Geschützt nach § 28 DSchG |    |
|      | Pfarrkirche St. Petrus in Ketten | Am Kirchberg 4 (Karte)   | Mitte 15. Jahrhundert | barockisiert und 1889 durch Choranbau von Joseph Cades erweitert Geschützt nach § 28 DSchG                |    |
|      | Bauernhaus                       | Am Rappenbach 4          | 18. Jahrhundert       | Wohnteil geschlämmtes Fachwerk Geschützt nach § 2 DSchG                                                   |    |
|      | Fachwerkhaus                     | Dorfstraße 15            | 17.–18. Jahrhundert   | Geschützt nach § 28 DSchG                                                                                 |    |
|      | Pfarrhaus                        | Dorfstraße 39            | 1813                  | Zweigeschossiges Walmdachhaus Geschützt nach § 2 DSchG                                                    |    |
|      | Bildstock                        | Ortsausgang Richtung Rot | 18. Jahrhundert       | Christus an der Geißelsäule Geschützt nach § 2 DSchG                                                      |    |

### Obermittelried
Obermittelried ist ein südwestlich von Rot an der Rot gelegener Wohnplatz.
| Bild | Bezeichnung | Lage             | Datierung       | Beschreibung                                            | ID |
| ---- | ----------- | ---------------- | --------------- | ------------------------------------------------------- | -- |
|      | Kapelle     | Obermittelried 6 | 18. Jahrhundert | Kapelle mit abgerundetem Chor Geschützt nach § 28 DSchG |    |

### Spindelwag
Spindelwag ist ein Teilort von Rot an der Rot auf halber Strecke nach Ellwangen.
| Bild | Bezeichnung     | Lage           | Datierung       | Beschreibung                                                  | ID |
| ---- | --------------- | -------------- | --------------- | ------------------------------------------------------------- | -- |
|      | Ehemalige Mühle | Hauptstraße 18 | 18. Jahrhundert | Zweigeschossiges stattliches Gebäude Geschützt nach § 2 DSchG |    |

### Bürken
Bürken ist ein Wohnplatz von Rot an der Rot.
| Bild | Bezeichnung | Lage     | Datierung       | Beschreibung                 | ID |
| ---- | ----------- | -------- | --------------- | ---------------------------- | -- |
|      | Speicher    | Bürken 1 | 18. Jahrhundert | Speichergebäude mit Fachwerk |    |

### Mühlberg
Mühlberg ist ein hoch über Spindelwag gelegener Teilort von Rot an der Rot.
| Bild | Bezeichnung      | Lage                  | Datierung | Beschreibung             | ID |
| ---- | ---------------- | --------------------- | --------- | ------------------------ | -- |
|      | Kapelle St. Anna | Spindelwager Straße 8 |           | Geschützt nach § 2 DSchG |    |